# اکسیدنتال پترولیوم

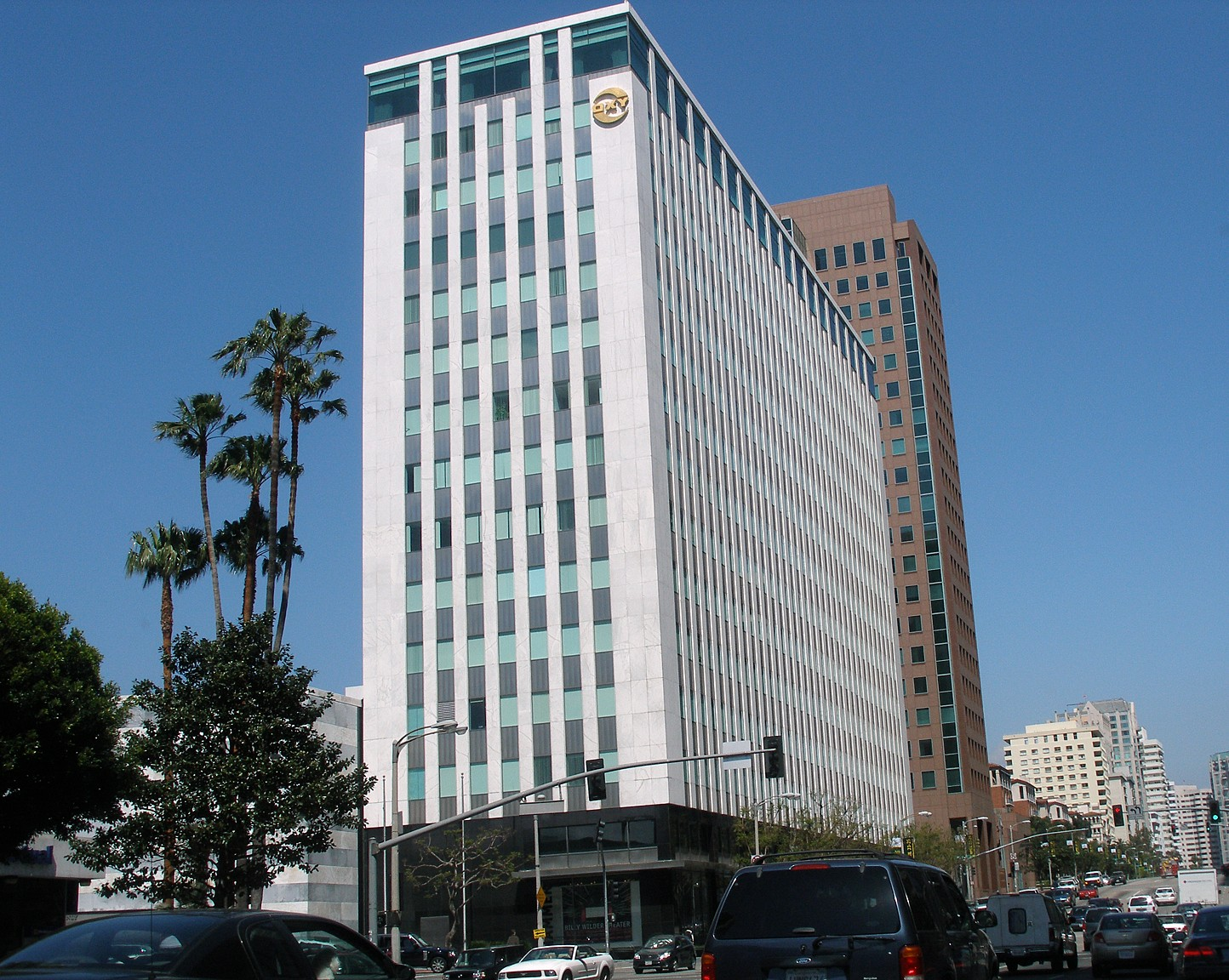
دفتر مرکزی اکسیدنتال پترولیوم، در لس آنجلس، کالیفرنیا

اکسیدنتال پترولیوم (به انگلیسی: Occidental Petroleum) که به اختصار؛ اوکسی خوانده می‌شود، شرکت صنایع نفت‌وگاز آمریکایی است، که دفتر مرکزی آن در منطقه وست وود شهر لس‌آنجلس در ایالت کالیفرنیا قرار دارد.
دامنه فعالیت‌های این شرکت در زمینه اکتشاف و تولید نفت خام و گاز طبیعی در ایالات متحده آمریکا، خاورمیانه، آفریقای شمالی و آمریکای جنوبی می‌باشد.
"اکسی" بزرگترین تولیدکننده نفت خام در ایالت تگزاس است. در کالیفرنیا نیز شرکت اکسی بزرگترین تولیدکننده گاز طبیعی به‌شمار می‌آید.
فعالیت‌های اکسی در ایالات متحده، در ایالت‌های: کانزاس، داکوتای شمالی، یوتا، اکلاهما، کلرادو و نیومکزیکو متمرکز می‌باشد. در سال ۱۹۶۴ برای اولین بار در بازار بورس نیویورک از نام مستعار "اکسی" (OXY) برای اشاره به سهام اکسیدنتال پترولیوم استفاده شد.
اکسی از لحاظ ارزش بازار، چهارمین شرکت نفتی ایالات متحده است. در سال ۲۰۱۱ تعداد کارکنان این شرکت بیش از ۴۰ هزار نفر اعلام شد، که در شعبه‌های مختلف این شرکت در سراسر جهان فعالیت می‌نمایند.